# Anthony Daniels
Anthony Daniels (Salisbury, Wiltshire, Anglaterra, 21 de febrer de 1946) és un actor britànic. És més conegut pel seu paper com l'androide C-3PO en la sèrie de Star Wars de pel·lícules realitzades entre 1977 i 2005.

## Biografia
Es va dedicar a la interpretació i el teatre a Anglaterra. Es va especialitzar en obres shakespearianes, del que estava particularment orgullós. No va tenir cap treball realment important fins que va fer un càsting per a una pel·lícula de ciència-ficció, en la qual el director George Lucas li va oferir el paper d'un robot. Daniels va rebutjar el paper categòricament, però conforme va anar llegint el guió, va descobrir que era un personatge idoni i que pensava ell podria donar-li molta més vida. Així, Anthony Daniels va descobrir el paper de la seva vida, el de l'androide C-3PO a Star Wars (rebatejada com Una nova esperança) (1977). Va repetir el paper el 1980 amb L'Imperi contraataca i el 1983 amb El retorn del jedi.
També va posar la veu al personatge de Légolas en la versió d'El Senyor dels Anells de Ralph Bakshi.
Des de llavors, Daniels ha acudit a les convencions de fans de Star Wars, i fins i tot va interpretar a C-3PO en la versió per a ràdio de la saga. També ha posat veu al seu personatge en la sèrie de dibuixos animats "Droids" i en videojocs. Va tenir algun petit paper secundari en sèries de TV i en alguna pel·lícula. George Lucas va tornar a cridar a l'actor perquè interpretés a l'androide en L'amenaça fantasma (1999). A més en aquest episodi també va interpretar l'androide de protocol TC-14. És l'únic actor, al costat de Kenny Baker (R2-D2) que ha aparegut en totes les pel·lícules de la saga de George Lucas.

## Filmografia principal
- Star Wars episodi IV: Una nova esperança (1977)
- El Senyor dels Anells (1978)
- Star Wars episodi V: L'Imperi contraataca (1980)
- Star Wars episodi VI: El retorn del Jedi (1983)
- Star Wars Episode I: The Phantom Menace (1999)
- Star Wars episodi II: L'atac dels clons (2002)
- Star Wars episodi III: La venjança dels Sith (2005)
- Star Wars: The Clone Wars (2008)
- Star Wars episodi VII: El despertar de la força (2015)
- Star Wars: Els últims Jedi (2017)
- Star Wars: L'ascens de Skywalker (2019)